# Tenshō

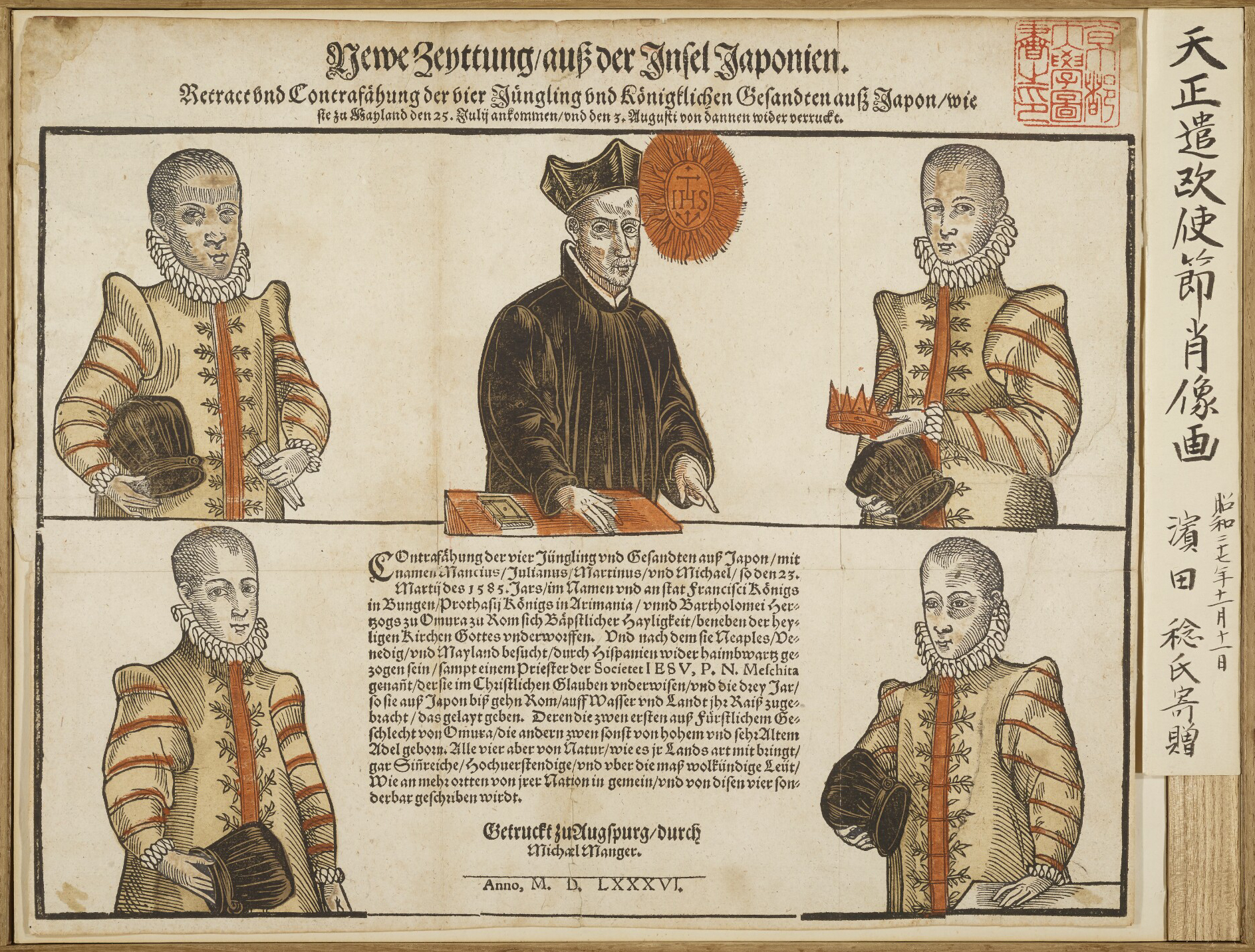
Den japanska tensho-delegationen till Europa.

Tenshō (japanska: 天正?, Tenshō), 28 juli 1573–8 december 1592, var en period i den japanska tideräkningen under kejsarna Ōgimachis och Go-Yōzeis tid.  Perioden utgör huvuddelen av Azuchi/Momoyama-eran i japansk historia.
Namnet på perioden, förslaget av daimyo Oda Nobunaga, är hämtat från ett citat ur den kinesiska aforismsamlingen Daodejing. Den nya perioden inleddes i samband med ett antal småkrig.

## Viktiga händelser
Se vidare Azuchi
- År tenshō 1 (1573) tvingas Ashikaga Yoshiaki bort från posten som shogun och går i kloster.
- År tenshō 10 (1582) skickar tre japanska furstar en gemensam delegation till Europa, som i Japan är känd som tenshō-delegationen.

Tenshōperioden är antagligen mest känd utanför Japan från Akira Kurosawas film De sju samurajerna, som utspelar sig under den här tiden.